# Hae Phoofolo
Haae Edward Phoofolo (né en 1947) est Premier ministre par intérim du Lesotho du 17 août 1994 au 14 septembre 1994.

## Biographie
Fils d'un pasteur anglican, Phoofolo naît à Ladybrand, en Afrique du Sud. Il fait ses études secondaires en 1969 et obtient un diplôme conjoint de LLB de l'Université du Botswana, du Lesotho et du Swaziland et de l'Université d'Édimbourg en 1974. Il obtient ensuite une maîtrise en sciences des banques et gestion financière de l'Université Adelphi de New York en 1977.
En 1974, il est admis au barreau du Lesotho et exerce les fonctions d'avocat, d'agent de transfert de propriété et de notaire à la Haute Cour et à la Cour d'appel en 1978. Il commence sa carrière publique en tant que conseiller juridique auprès de la Banque nationale de développement du Lesotho. Trois ans plus tard, il est nommé commissaire aux institutions financières au ministère des Finances. En 1981, il participe à la création de la Banque centrale du Lesotho et est nommé gouverneur adjoint en 1983. Entre 1986 et début 2012, il travaille comme avocat et consultant, ce qui lui vaut une réputation de défenseur des droits de l'homme. Ses relations étroites avec la monarchie lui valent d'être nommé Premier ministre par le roi Letsie III en 1994.
En 2012, il se bat avec succès avec la Convention de tous les Basotho pour le droit de se présenter aux élections dans la circonscription centrale de Maseru et remporte la circonscription en 2012 avec 45% des voix. Il est également nommé ministre de la Justice, des Droits de l'Homme, du Service correctionnel et du Droit et des Affaires constitutionnelles et s'engage à améliorer le système judiciaire du pays.